# Kastanje-inktzwam
De kastanje-inktzwam (Parasola auricoma) is een schimmel uit de familie Psathyrellaceae. Hij leeft saprotroof, op houtresten op of in de grond. De soort is vooral te vinden op houtsnipperpaden en tussen gras in gazons.

## Kenmerken

### Uiterlijke kenmerken
Hoed
De hoed is aanvankelijk tonvormig en tot 3 cm in diameter, later vlak gewelfd en 4-6 cm breed.
De vruchtlichamen zijn hygrofaan en zullen dus van kleur veranderen afhankelijk van de hydratatietoestand. Als de vruchtlichamen jong en vers zijn, zijn de hoeden levendig roodbruin. Ze kunnen glimmen, vooral als ze nat zijn. Radiale groeven strekken zich uit van het midden van de hoed naar de rand. Naarmate de paddenstoel rijpt, wordt het groefde deel grijsachtig, terwijl het midden roodbruin blijft. De hoeden hebben minuscule haartjes die zichtbaar zijn door een loep. De haren (sclerocystidia) kleuren roodbruin in KOH en zijn dikwandig.
Lamellen
De lamellen staan los van de steel en vervloeien nauwelijks. Ze zijn in het begint wit, maar worden later zwart door de sporen.
Steel
De steel is langer dan de hoeddiameter en 2 tot 4 mm dik. Jonge vruchtlichamen kunnen overvloedige, dikwandige haren hebben aan de steelvoet, deze verdwijnen meestal als de paddenstoel rijpt.
Geur en smaak
Het vruchtvlees is dun, breekbaar, geelachtig tot bruinachtig en heeft geen noemenswaardige geur of smaak.
Sporenprint
De sporenprint is bruinzwart. 

### Microscopische kenmerken
De sporen zijn ellipsvormig met een centrale kiempore en de sporenmaat is 10-14,5 × 6-8 µm. De basidia (sporendragende cellen) zijn knotsvormig en viersporig. De kleurloze pleurocystidia (op het lamelvlak) meten 70-140 × 20-45 µm, en zijn ruwweg elliptisch tot kolfvormig, terwijl de soortgelijk gevormde cheilocystidia (op de lamelrand) 50-95 × 15-25 meten. Gespen zijn aanwezig in de hyfen van alle weefsels van deze paddenstoel.

## Verspreiding
De kastanje-inktzwam komt voor in Europa en Noord-Amerika (inclusief Hawaï) en is ook waargenomen in Japan. In Europa verschijnen vruchtlichamen meestal in de lente- en zomermaanden, terwijl in Noord-Amerika vruchtvorming vaker voorkomt in de late zomer en herfst, na regen. 
De soort komt in Nederland en België vrij zeldzaam. Hij is daar niet bedreigd en staat niet op een rode lijst.

## Foto's

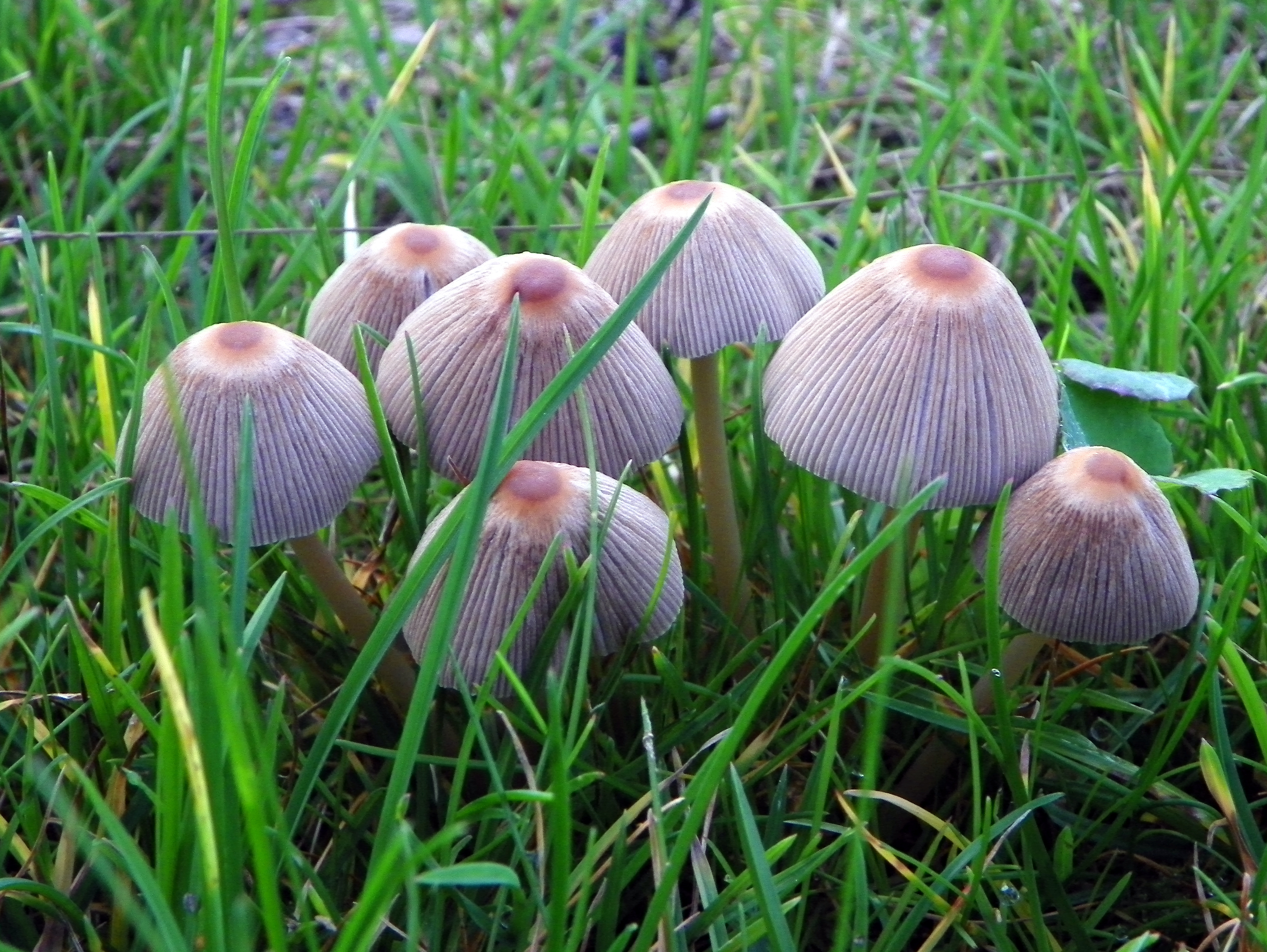
Groepje in het gras
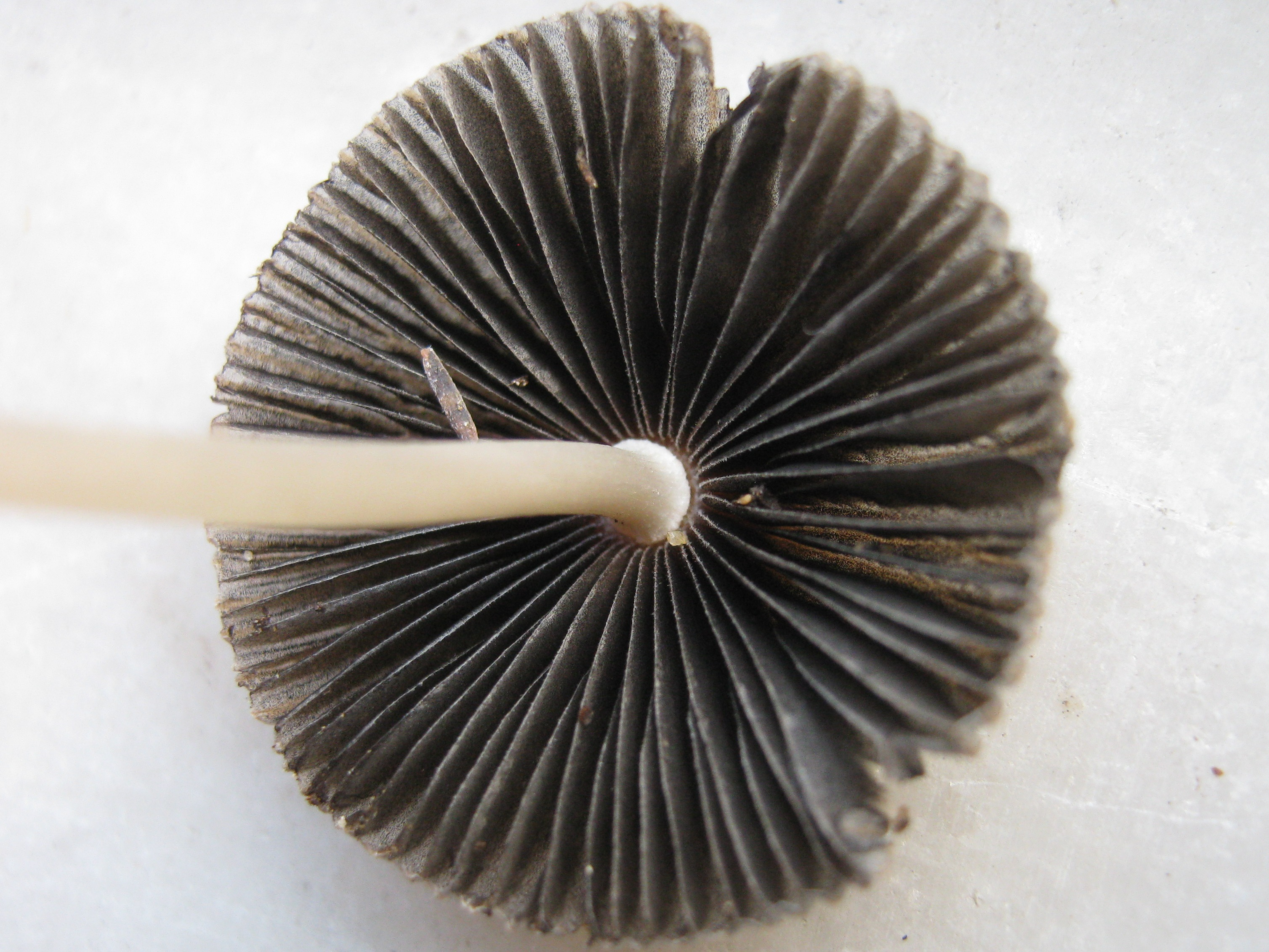
Lamellen
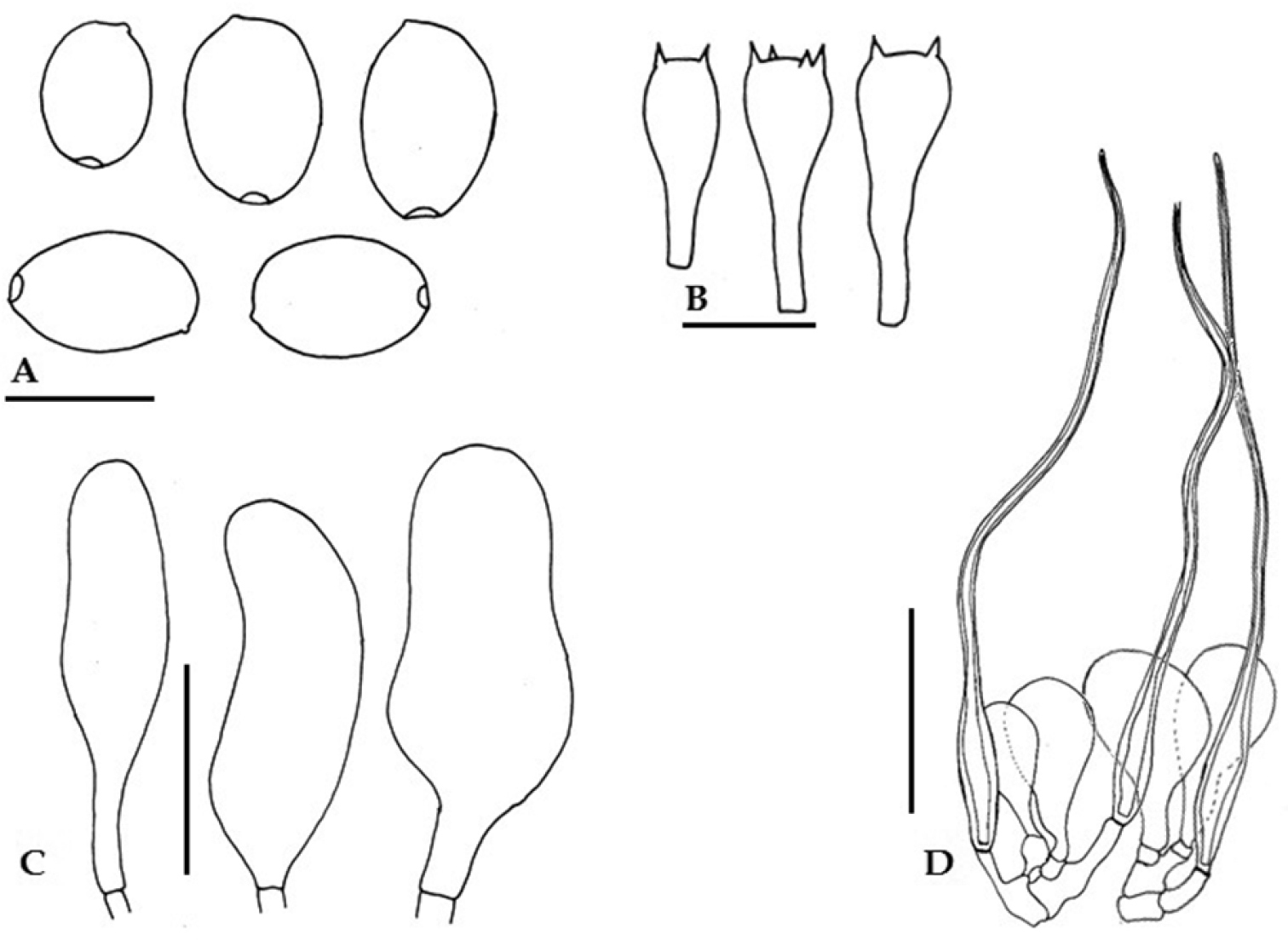

- A=Basidiosporen, B=Basidia, C=Cheilocystidia, D=Pileipellis